# Сєвєрний (Правдинський район)
Сєверний (рос. Северный) — селище Правдинського району, Калінінградської області Росії. Входить до складу Мозирського сільського поселення.
Населення —  52 особи (2015 рік). 

## Населення
| 2002 | 2010 |
| ---- | ---- |
| 64   | ↘52  |